# نوع من الرجال (فلم)
نوع من الرجال  فيلم دراما للمخرج عدلي خليل  عام 1988 عن قصة وسيناريو وحوار محمد كمال عابد. الفيلم من بطولة مجدى وهبة، سمية الالفي، محمود الجندى، عفاف رشاد، حسين الشربيني  وتدور أحداثه عن فوزية المتطلعة للزواج من رجل ثري ولكنها تقع في علاقة فاشلة تلو الآخرى، حيث يٌتهم الأول بالاختلاس، وحين تتزوج من رجل ثاني، تكتشف بخله الشديد رغم ثرائه.
صدر الفيلم إلى دور العرض المصرية في 7 مارس 1988.
منح موقع قاعدة بيانات الأفلام العربية "السينما.كوم" الفيلم درجة 5.1/ 10.

## طاقم التمثيل
مجدى وهبة: في دور صفوت
سمية الألفي: في دور فردوس عبد الرحمن
محمود الجندي: في دور رؤوف
عفاف رشاد: في دور منى عبد الرحمن (شقيقة فردوس وخطيبة رؤوف)
حسين الشربيني: في دور نعمان سيد أحمد (مسئول شركة التأمين)
ليلى نصر: في دور والدة رؤوف
ليلى جمال: في دور خديجة (والدة فردوس ومنى)
أحمد أبو عبية: في دور نشأت (خال فردوس ومنى)
عادل برهام: في دور رستم (شريك صفوت)
مصطفى توفيق: في دور ضابط الباحث
عبد الجواد متولي: في دور عبد الرحمن (والد فردوس ومنى)
بالاشتراك مع: موسى موسى - محمد حسن – محمد فهمي – موسى سالم – ليلى حماد – محمد عبد الرحمن 

## أحداث الفيلم
تتطلع فردوس عبد الرحمن (سمية الألفي) للزواج من رجل ثري، يقدم لها الحياة السهلة المترفة، لكنها تصدم في الشاب الأول التي تطلعت إلى الإرتباط به وهو صفوت (مجدي وهبة)،. يحاول والد فردوس، عبد الرحمن بيه (عبد الجواد متولي)، أن يجعل ابنته تتخلى عن أطماعها ولكن خديجة (ليلى جمال) والدة فردوس تقف في صف ابنتها بينما شقيقة فردوس، منى (عفاف رشاد)، تعاني من مشكلة مختلفة مع زوجها رؤوف (محمود الجندي) الذي يعاني من ضعف الشخصية وخصوصاً أمام والدته (ليلى نصر)، فقد فشل رؤوف في الحصول على شقة للزوجية، وتضطر مني للموافقة على الزواج في شقة والدته مما يسبب مشاكل تجعلها تهجر زوجها من وقت لآخر لتبقى في بيت والدها غاضبة منتظرة أن يتخلى رؤوف عن ضعفه أمام والدته. رغم تعلق فردوس بالمال إلا أنها ترفض الإرتباط بصفوت بعد أن يكشف لها خالها نشأت (أحمد أبو عبية) أمره ويتضح إنه فصل من عمله لاتهامه بالتزوير والاختلاس بعد أن كان يخدعها ويدعي أنه استقال من عمله لكي يتفرغ للأعمال الحرة حيث شارك صديقه رستم (عادل برهام)، في إنشاء مصنع للورق. يتوفي عبد الرحمن بيه والد فردوس وعند صرف قيمة بوليصة التأمين على الحياة يظهر في حياة فردوس نعمان سيد أحمد (حسين الشربيني)، مسئول شركة التأمين، الذي تنطبق عليه كل أحلامها في الثراء إلا أنها تكتشف بعد الزواج منه أنه شديد البخل فتتحول رغباتها إلى جحيم، لأنها تشعر أنها محرومة رغم كل هذا الثراء، وتصر على طلب الطلاق، لكن نعمان يرفض بشدة، لأنه يحبها وهو حائر بين حبه لها وحبه الشديد للمال. يعلم صفوت عن تعاسة خطيبته السابقة فردوس في زواجها، ويجد الفرصة لكي يحاول استعادتها من جديد.
تزور فردوس زوجها نعمان في عمله، وتشاهد صفوت وشريكه رستم، يحرران وثيقة تأمين لشركتهم، ويعرض عليها صفوت العمل سكرتيرة بالشركة، نظير راتب كبير جداً، وترفض فردوس، رغم ترحيب زوجها نعمان. يقع حادث مروري لسيارة نعمان، أثناء قيادة فردوس لها، وتتحطم الفوانيس، ويتهور نعمان على فردوس ويعتدي عليها بالضرب، فتهجر البيت، لتقيم في بيت والدتها. توافق فردوس على العمل في شركة صفوت، وتشتكي له من حياتها الصعبة مع نعمان، ورفضه الدائم لرغبتها في الطلاق، فيوعدها صفوت بالمساعدة، لو وافقت على الزواج منه بعد طلاقها. يدبر صفوت حيلة لإدخال نعمان السجن حتى يتسنى للزوجة أن تطلب الطلاق. تكتشف فردوس المكيدة وتقرر الانتقام لزوجها فتعمد للإيقاع بصفوت وتسجيل إعتراف كامل له يبرئ فيه نعمان، وهكذا يتم القبض على صفوت ويفرج عن نعمان.

## وصلات خارجية
- مقالات تستعمل روابط فنية بلا صلة مع ويكي بيانات
- نوع من الرجال على موقع الدهليز
- نوع من الرجال على موقع كاروهات